# 姜奇方
姜奇方（1536年—？），字孟頴，號守沖，湖廣荊州府監利縣人，民籍，明朝政治人物。

## 生平
嘉靖四十年（1561年）辛酉科湖廣鄉試第七十三名舉人。隆慶五年（1571年）中式辛未科會試第一百八十二名，三甲第二百二十名進士。隆庆五年，知宣城县。周悉民隐，事有利病皆兴革之。建预备、常平二仓，贮谷待赈，创水阳诸廒，敛粟待兑，至今军民便焉。宏奖儒术，延接讨论不倦，宣士彬彬向古。萬曆五年（1577年）迁户部主事，九年降为高唐州同知，遷杭州府同知，十五年升都匀府知府，十九年（1591年）二月升长芦盐运使。祠祀乡贤。

## 家族
曾祖姜勝；祖父姜崇堯；父姜雲程，母匡氏。